# Holy Diver (dal)
A Holy Diver az amerikai Dio heavy metal zenekar első kislemeze. Bár a Mainstream Rock listáján csak a 40. helyet érte el, ma a zenekar egyik legkedveltebb dalának számít. A 2001. szeptember 11-ei terrortámadások után felkerült azon listára, mely a leközlésre nem ajánlott számokat tartalmazta. A dal több műsorban és játékban feltűnt.

2009-ben a VH1 Top 100 Hard Rock Songs listáján a 43. helyre kerül.

## Videóklip
A dalhoz Arthur Ellis rendezett videóklipet. Itt Ronnie James Dio egy barbárt alakít, aki
egy romos településen halad keresztül. Először két hitvány embert változtat patkánnyá, majd
meglátogat egy kovácsot, aki újrakovácsolja kardját.

## Helyezések
| Év   | Cím        | Amerikai helyezés | Angol helyezés |
| ---- | ---------- | ----------------- | -------------- |
| 1983 | Holy Diver | 40                | 72             |

## Feldolgozások
- Pat Boone az In a Metal Mood: No More Mr. Nice Guy albumán
- Killswitch Engage a Kerrang! magazin számára készült High Voltage!: A Brief History of Rock lemezen
- Az Otyg folk-metal zenekar
- A finn Eläkeläiset együttes
- A Sum 41 egy MTV-műsorban
- A Children of Bodom Downfall című számának riffje megegyezik a Holy Diver riffjével
- A Sons of Butcher többször játszotta élőben
- A Tenacious D több részletet játszik a dalból
- A HolyHell koncertjein játssza
- A belga After All Cult of Sin lemezén hallható
- A Pain Of Salvation 2014-es Falling Home c. albumán szerepel egy akusztikus verzió

### Videojátékok
- Guitar Hero Encore: Rocks the 80s
- Grand Theft Auto: Vice City Stories
- Rock Band

## Popkulturális hatás
Potoczky László Éles című regényének mottója a dal szövegének egy részlete.